# Cryptocanthon gilli
Cryptocanthon gilli är en skalbaggsart som beskrevs av Cook 2002. Cryptocanthon gilli ingår i släktet Cryptocanthon och familjen bladhorningar. Inga underarter finns listade i Catalogue of Life.